# لواء شهداء اليرموك
لواء شهداء اليرموك هي مجموعة معارضة في جنوب سوريا وتحديداً محافظة درعا. ذاع صيتها عندما اخطفت 21 جندي فلبيني من قوات حفظ السلام الأممية في أوائل شهر مارس 2013، وأطلقت سراحهم يوم 10 مارس 2013. بعد أن كانت في إحدى المراحل متصلة بالمجموعات الثائرة الكبرى ميدانياً مثل المجلس العسكري الأعلى والجبهة الجنوبية أصبحت منعزلة تدريجياً عن غيرها من الجماعات المسلحة، بسبب اتهامات بأنها تابعة للدولة الإسلامية.
في أواخر 2014، دخل لواء شهداء اليرموك في سلسلة من الاشتباكات المتقطعة مع جبهة النصرة، وفي ديسمبر 2014 شنت النصرة هجوماً ضد اللواء حتى تدخلت أطراف أخرى وأجبر اللواء على البقاء في قواعده في بلدتي جملة والشجرة. شن اللواء هجمات على النصرة في أبريل ومايو 2015 بينما كان جيش الجهاد المتهم أيضاً بالانتماء إلى الدولة الإسلامية منخرطاً في القتال إلى جانبه. كما انتهى هذا القتال بعد التحكيم من قبل الجماعات المحلية الأخرى.
قتل الأمير العسكري للواء شهداء اليرموك يوم 5 يوليو 2015 في اشتباكات عنيفة بحوض اليرموك بين اللواء من جهة، وجيش الفتح في المنطقة الجنوبية المتمثل بجبهة النصرة وأحرار الشام من جهة أخرى، حيث تتركز المواجهات على عدة جبهات منها منطقة العلان وأطراف بلدة عين ذكر.